# Microdon bidens
Microdon bidens är en tvåvingeart som först beskrevs av Fabricius 1805.  Microdon bidens ingår i släktet myrblomflugor, och familjen blomflugor. Inga underarter finns listade i Catalogue of Life.